# Militärhögskola
Militärhögskola är i modern terminologi en utbildningsanstalt för grundutbildning av officerare. Under 1900-talet betecknade termen en högskola för vidareutbildning av officerare till högre befattningar, medan en utbildningsanstalt för grundläggande officersutbildning kallades krigsskola.
| Bildad år | Namn                                  | Land           |
| --------- | ------------------------------------- | -------------- |
| 1678      | Accademia militare di Modena          | Italien        |
| 1713      | Hærens Officersskole                  | Danmark        |
| 1750      | Krigsskolen                           | Norge          |
| 1751      | Theresianische Militärakademie        | Österrike      |
| 1792      | Militärhögskolan Karlberg             | Sverige        |
| 1802      | École spéciale militaire de Saint-Cyr | Frankrike      |
| 1802      | United States Military Academy        | USA            |
| 1812      | Royal Military Academy Sandhurst      | Storbritannien |
| 1828      | Koninklijke Militaire Academie        | Nederländerna  |
| 1918      | M.V. Frunze militärhögskola           | Ryssland       |